# 誘電損
誘電損（ゆうでんそん、dielectric loss）は、電熱の一種で交流電界を誘電体に加えた際に、その交流電界より位相が遅れて分極が起こるために発生する熱エネルギー。

## 資料
1. ↑  
Maxwell’s Equations (PDF)